# Riyad Farid Hidschab

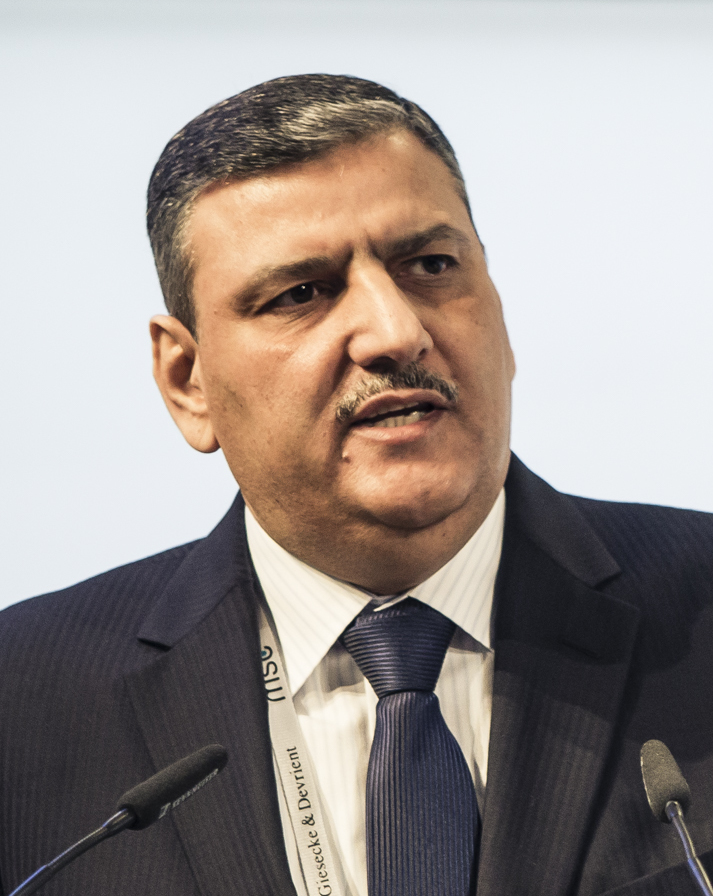
Riyad Farid Hidschab während der Münchner Sicherheitskonferenz 2016

Riyad Farid Hidschab (arabisch رياض فريد حجاب, DMG Riyāḍ Farīd Ḥiǧāb; * 1966 in Deir ez-Zor) ist ein syrischer Politiker. Er war vom 6. Juni bis zum 6. August 2012 Ministerpräsident des Landes.

## Bildung und Karriere
Hidschab wurde 1966 in Deir ez-Zor im Governorat Deir ez-Zor geboren. Er erhielt einen Doktortitel im Landwirtschaftsingenieurswesen. 1989 bis 1998 war er Präsident des örtlichen Zweigs der Nationalunion Syrischer Studenten. Er war Mitglied der Führung der Baath-Partei von 1998 bis 2004 sowie der Nationalen Progressiven Front. Von 2004 bis 2008 wurde er Sekretär des Deir-ez-Zor-Zweigs der Arabisch-Sozialistischen Baath-Partei. 
Hidschab wurde mit dem Dekret No. 336 von 2008 zum Gouverneur von Quneitra ernannt und am 22. Februar 2011 zum Gouverneur Latakias. Am 14. April 2011 wurde er zum Minister für Landwirtschaft und Agrarreform ernannt, wodurch er Adel Safar ersetzte, der syrischer Ministerpräsident wurde. Nach der Parlamentswahl 2012 wurde er am 6. Juni 2012 zum Ministerpräsidenten ernannt und von Präsident Baschar al-Assad mit der Bildung einer Regierung beauftragt. 
Nur zwei Monate nach seiner Ernennung zum Ministerpräsidenten setzte er sich am 6. August 2012 mit seiner Familie ins Nachbarland Jordanien ab. Das syrische Staatsfernsehen erklärte, dass er entlassen worden sei. Hidschabs Sprecher bestätigte die Flucht und das Überlaufen zur Opposition gegenüber dem Fernsehsender al-Dschasira. Am 14. August 2012 erklärte er in einer öffentlichen Pressekonferenz in Amman, dass er sich freiwillig der Opposition angeschlossen habe und nicht, wie von der Regierung behauptet, entlassen wurde. Weiterhin gab er an, dass die syrische Führung militärisch, wirtschaftlich und moralisch zusammengebrochen sei und lediglich 30 % des Staatsgebiets kontrolliere.